# Oratorio di San Siro
L'oratorio del Santo Nome di Maria, meglio noto come oratorio di San Siro, è un luogo di culto cattolico dalle forme romaniche situato in località San Siro in strada San Siro 20, alle porte di Bardi, in provincia di Parma e diocesi di Piacenza-Bobbio; è sussidiario della parrocchiale di San Giovanni Battista e della Beata Maria Vergine Addolorata di Bardi e fa parte del vicariato della Val Taro e Val Ceno.

## Storia
Il luogo di culto fu costruito in epoca ignota, lungo il percorso che collegava l'abbazia di San Colombano di Bobbio a Borgo Val di Taro e al passo della Cisa; secondo alcune ipotesi l'edificio potrebbe essere esistito già nel 744, affiancato da un ostello per pellegrini e un piccolo ospedale, mentre lo studioso monsignor Giuseppe Ponzini propende per una fondazione più recente, intorno all'XI secolo; infine altri storici pensano possa risalire al XII secolo.
Nei secoli seguenti il piccolo tempio fu modificato e sopraelevato più volte.
L'ultimo intervento fu effettuato nel 1849, quando l'oratorio fu ristrutturato negli interni e fu ampliato nella zona presbiteriale.

## Descrizione

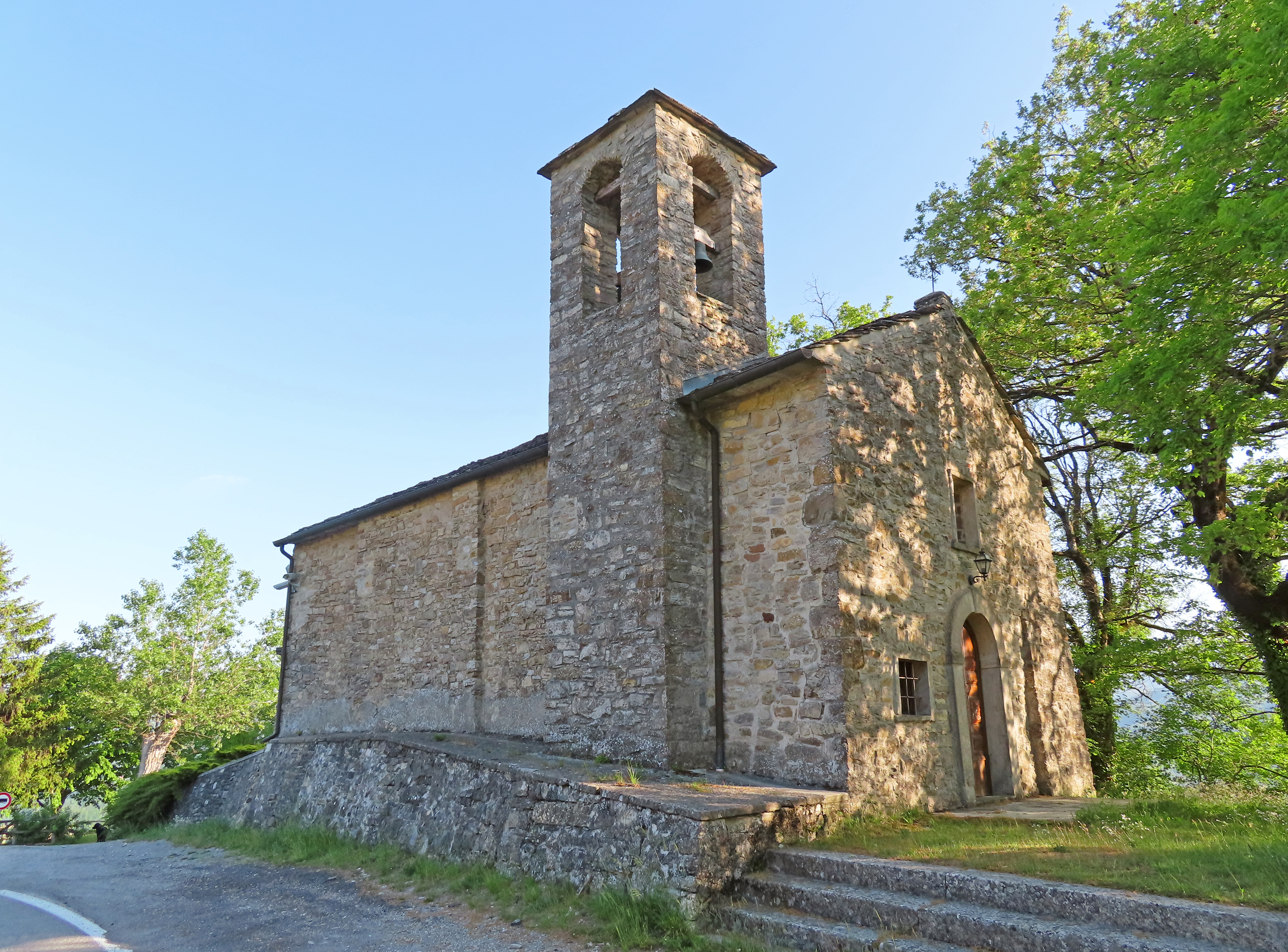
Facciata e lato nord

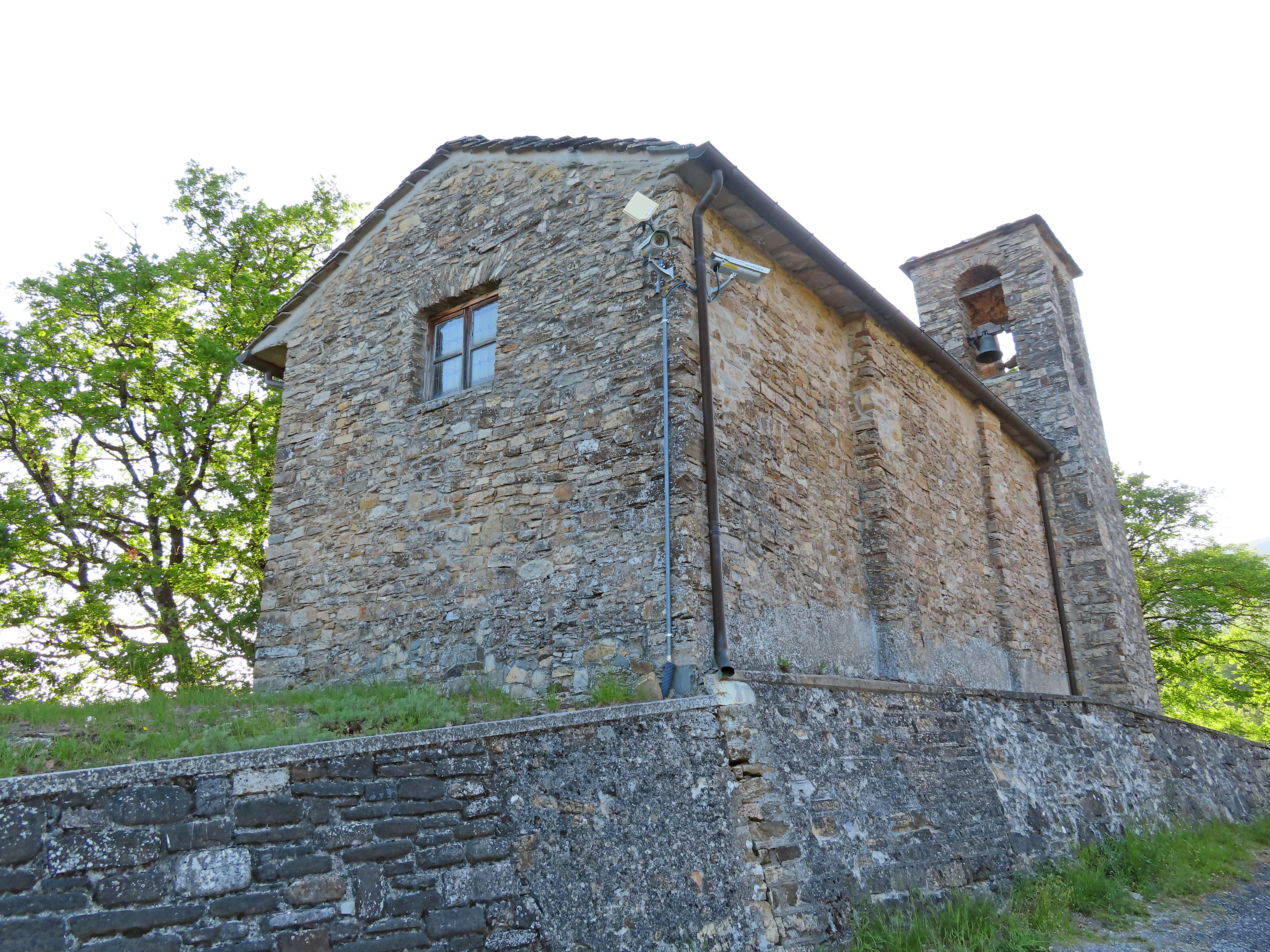
Retro e lato nord

L'oratorio sorge isolato in posizione panoramica, sviluppandosi su un impianto a navata unica, con ingresso a ovest e presbiterio a est.
La rustica e asimmetrica facciata a capanna, interamente rivestita in pietra come il resto dell'edificio, è preceduta da un piccolo sagrato con scalinata a sinistra; al centro è collocato il portale d'ingresso ad arco a tutto sesto, delimitato da cornice in pietra; sopra all'accesso è posta una finestra rettangolare, mentre sulla sinistra si trova un'apertura quadrata con inferriata.
I lati sono scanditi da due lesene; dal fianco sinistro aggetta il campanile, con cella campanaria affacciata sui quattro lati attraverso alte aperture ad arco a tutto sesto.
Sul retro a capanna è collocata nel mezzo una finestra quadrata.
All'interno la navata intonacata, coperta da volta a botte, è suddivisa in due campate da lesene; una cornice modanata si sviluppa lungo il perimetro della chiesa in corrispondenza dell'imposta della volta; sui fianchi si aprono due nicchie ad arco ribassato.
Il presbiterio, leggermente rialzato, è coperto da una volta a botte lunettata; al centro è collocato l'altare maggiore a mensa in marmo, risalente al 1980.
Nella nicchia di sinistra è posizionata la copia del dipinto raffigurante il Busto della Vergine, realizzato nel XVII secolo dal pittore Francesco Nuvolone detto "il Panfilo"; l'originale è conservato per motivi di sicurezza nella chiesa di Santa Maria Addolorata nel centro di Bardi.